# Ernst Adolf Gustav Gottfried von Strümpell
Ernst Adolf Gustav Gottfried von Strümpell Hughes (29 de junio de 1853 - 10 de enero de 1925) fue un científico alemán del Báltico, uno de los fundadores de la neurología moderna, a través de su discípulo y amigo Christofredo Jakob (1866-1956) influyó grandemente sobre la tradición neurobiológica argentino-germana.
Adolf von Strümpell era único hijo supérstite de un importante pedagogo herbartiano y filósofo activo en Dorpat o Tartu, ciudad hoy de Estonia, durante la infancia y toda la adolescencia de Adolf. El padre tenía afinidad filosófica con la línea tartuense de filosofía de las ciencias naturales (desarrollada antes y después de su labor allí, por ejemplo por Karl Friedrich Burdach, Karl Ernst von Baer, Jakob von Uexküll y Kalevi Kull). De su padre y de la atmósfera conceptual que este contribuía a elaborar, el joven Adolf aprendió a apreciar como medios de orientación práctica las perspectivas científicas de gran amplitud filosófica, noción esta que legó a través de Christfried Jakob a la tradición argentina. Tras estudiar brevemente filosofía en Praga, cuando su padre pasó como catedrático de filosofía a Leipzig Adolf lo acompañó para estudiar en la misma universidad, pero eligiendo la carrera de medicina. Tras graduarse y habilitarse pasó a la Universidad de Erlangen, donde fue maestro de Christfried Jakob y luego trabajó junto con él por un total de trece años; pasó unos años como catedrático y director de policlínico en Breslau y regresó finalmente a Leipzig, donde fue Rector desde comienzos de la primera guerra mundial (1915). Hasta su muerte nunca dejó de mantener estrecho contacto con los desarrollos de la neurobiología en la Argentina.
Adolf von Strümpell es también recordado como el neurobiólogo que determinó a Josef Breuer a la ruptura definitiva con Sigmund Freud, con quien Breuer había publicado los "Estudios sobre la histeria"(1895) cuya metodología von Strümpell criticó de modo decisivo pare Breuer. Asimismo se lo recuerda por haber sido llamado a la consulta en el lecho de Lenin en Moscú, y ciertas fuentes mencionan los desmesurados honorarios que habrían sido ofrecidos por su diagnóstico (posible neurosífilis) y por el secreto que guardaría acerca del mismo. Fue el primero en estudiar la Paraparesia Espástica Familiar, también conocida como Síndrome de Strumpell Lorrain y elucidó numerosas correlaciones sintomatológicas en neurología.

## Síntesis biográfica
(Fuente: la obra de Vicente Oddo y Mariela Szirko citada en Referencias):
- Nacido en Neu-Autz/Curlandia
- Estudios elementales y medios en Dorpat, ciudad hoy llamada Tartu (Estonia)
- 1871: estudia filosofía en la Universidad de Praga.
- 1872: se traslada a Leipzig donde su padre es Profesor de Filosofía; Adolf allí elige la carrera de medicina.
- 1875: Promoción.
- 1876: asistente de C. R. A. Wunderlich en el St. Jacob-Hospital.
- 1877: asistente de E. L. Wagner en la Medizinischen Klinik.
- 1878: es habilitado para enseñar Medicina Interna.
- 1882: se establece además como clínico con consulta privada.
- 1883: profesor extraordinario y Director del Neurologischen Poliklinik en Leipzig, atendiendo en particular el sector neurológico.
- 1883/1884: publica su Lehrbuch der speciellen Pathologie und Therapie der inneren Krankheiten. Die Krankheiten des Nervensystems ("Tratado de patología especial y terapia en Medicina Interna. Enfermedades del Sistema Nervioso", Leipzig, F. C. W. Vogel), obra importantísima que vio más de treinta y dos ediciones hasta 1934 y fue además traducida a numerosos idiomas, incluyendo castellano, ruso, japonés, turco e inglés. La enfermedad de Strümpell, modestamente descripta como enfermedad o síndrome de Bechtherev (o Bekhterev), se encuentra en el volumen 2, página 152 (ed. 1930).
- 1886: profesor ordinario y Director de la Medizinischen Klinik en Erlangen, a su edad de treinta y tres años. Conoce allí al alumno de veinte años de edad Christfried Jakob, músico y dibujante como él mismo, y gradualmente traban estrecha amistad.
- 1891: fundador del "Deutsche Zeitschrift für Nervenheilkunde" (Revista Alemana de Neurociencias) junto con Wilhelm Heinrich Erb (1840-1921), Friedrich Schultze (1848-1934) y Ludwig Lichtheim (1845-1928), en la cual el mismo Adolf von Strümpell oficiaba como director.
- 1893: publica junto con Christfried Jakob los Icones neurologicae: texto y láminas que a poco serán traducidos a numerosos idiomas y conocerán reediciones durante sesenta años, incluso en la forma de "Wandtafeln" (láminas de pared, de gran formato, para la enseñanza de la neurología).
- 1895: prologa la obra de Jakob "Atlas del sistema nervioso sano y enfermo", que obtiene gran éxito y es prontamente traducida al japonés, francés, italiano e inglés.
- 1899: tras breve enfermedad fallece su padre en Leipzig, a poco de haber aconsejado Adolf von Strümpell a Jakob que acepte la oferta de trasladarse a Buenos Aires debido al gran número de cerebros humanos con variadas patologías que podrían estudiarse en los hospicios de insanos de esa ciudad. Su colaboración se torna epistolar.
- 1903: profesor ordinario en Breslau.
- Desde este periodo y durante prolongado lapso, obras didácticas de von Strümpell tales como Kurzer Leitfaden für die klinische Krankenuntersuchung (6.ª edic., Leipzig, 1908) y Nervosität und Erziehung (Leipzig, 1908) obtienen éxito inusitado en el mundo científico. Logran el halago de la reiterada traducción a lenguas diversas; verbigracia, la versión española por el doctor López Peláez, editada en 1924 en Madrid, de su Investigación y diagnóstico de las enfermedades nerviosas.
- 1909: profesor ordinario y Director de la III. Medizinischen Klinik en Viena.
- 1910: profesor ordinario y Director de la Medizinischen Klinik en Leipzig.
- 1915: Rektor der Universität Leipzig.
- 1923: consulta en el lecho de enfermo de Lenin, en Moscú
- 1925: fallece en Leipzig el diez de enero.
- 1974: sus hijas publican parte de su diario revelando la enfermedad de Lenín. Jakob, informado por von Strümpell, veladamente había compuesto reflexiones sobre el tema en 1932 que, publicadas en alemán en Buenos Aires, permanecieron casi desconocidas.

## Evaluaciones de su influencia
Refiriéndose a su tratado editado en 1883, Arturo Castiglioni afirma en su Historia de la Medicina (edic. española, Barcelona, 1941) que von Strümpell era "...conocidísimo por su tratado de medicina interna, que tuvo muchos ediciones y fue el libro más difundido para la enseñanza universitaria en el último decenio del siglo pasado" (p. 755). Esta obra de los años 1880, en realidad, constituye el primer Tratado de Enfermedades Internas de la medicina moderna.
A su vez Fielding H. Garrison (Historia de la Medicina, 4.ª edic. española, México, 1966), tras repetir la misma información, recuerda que fue Adolf von Strümpell "...quien describió la espondilitis deformante o anquilosante (1897) y la pseudoesclerosis cerebral (enfermedad de Westphal (1833-1890)-Strümpell)" (p. 426), esto último en 1883. En el trabajo de Vicente Oddo y Mariela Szirko se agrega en Apéndice una lista de sus epónimos médicos, que dichos autores estiman incompleta. Como "enfermedad de Strümpell-Marie" es también denominada la espondilosis rizomélica. Débese también a Adolf von Strümpell la descrípción de la encefalitis hemorrágica aguda, afección que lleva su nombre. Así lo consigna Pedro Laín Entralgo (Historia de la Medicina moderna y contemporánea, 25.ª edic., Barcelona, 1963, p. 597), luego de afirmar concluyentemente que "pocos médicos desconocen el nombre del maestro lipsiense Adolf Strümpell", a quien ubica – junto con Naunyn, Nothnagel y su predecesor inmediato Curschmann – en la tercera generación de la "edad heroica de la medicina alemana", utilizando tal expresión de Magnus Levy para señalar los años comprendidos entre 1848 y 1914 (op. cit., pp. 595-596). El mismo Laín Entralgo coloca a von Strümpell entre los postreros artífices alemanes de esa "neurología que solemos llamar "clásica" – anatomoclínica y localizatoria – ", la cual, estimaba Laín, "llegó a su culminación en los primeros lustros del siglo XX" (ibid., p. 608).

## Perspectiva en materia de las relaciones mente-cerebro
La línea de biología tartuense se caracteriza por su vitalismo, perspectiva que bastante después de ausentarse en 1871 ambos von Strümpell de Tartu (Dorpat en denominación alemana) se morigeró, originando (en von Uexküll, Kull y otros) diversas apreciaciones coincidentes en la irreductibilidad de la unidad orgánica a sus partes componentes. Esta tendencia se encuentra, en las descripciones del cerebro animado o "empsiqueado" que ofrece Adolf von Strümpell, como retención del vitalismo en contra de las perspectivas mecanicistas que, por ejemplo, proponía Rudolf Virchow (1821-1901). Tal noción pasó a la escuela neurobiológica argentino-germana con Christofredo Jakob (quien al naturalizarse argentino castellanizó su nombre) como la irreductiblidad de los organismos con cerebro a sus interacciones físicas internas de modalidad electromagnética. Tras el fallecimiento de Jakob, ello permitió en el seno de su escuela diversos desarrollos en materia de las relaciones mente-cerebro y su localización.